# Jedle (województwo świętokrzyskie)
Jedle – wieś w Polsce, położona w województwie świętokrzyskim, w powiecie kieleckim, w gminie Łopuszno.
W latach 1975–1998 miejscowość administracyjnie należała do województwa kieleckiego.

## Położenie
Sołectwo Jedle leży przy drodze wojewódzkiej nr 786 (Kielce–Łopuszno–Włoszczowa), w odległości 3 km od Łopuszna.
W miejscowości znajduje się torfowisko Jedle stanowiące żerowisko żurawi.

## Integralne części wsi
| SIMC    | Nazwa     | Rodzaj    |
| ------- | --------- | --------- |
| 0248585 | Karolinów | część wsi |

## Historia
Jedle, w wieku XIX wieś w powiecie kieleckim, gminie i parafii Łopuszno. Leży przy drodze bitej z Włoszczowy do Kielc. 
W 1827 było tu 9 domów i 86 mieszkańców.